# 675 v.Chr.
Het jaar 675 v.Chr. is een jaartal volgens de christelijke jaartelling.

## Gebeurtenissen

### Mesopotamië
- Koning Phraortes van Medië sluit een alliantie met de Kimmeriërs.
- De Elamieten belegeren Babylon, de aanval wordt afgeslagen.